# Maxime Courby
Maxime Courby (Roubaix, 23 novembre 1990) è un cestista francese.

## Carriera
Dal 2012 milita nel Rouen in Pro B. In precedenza ha vestito le maglie del Olympique d'Antibes e del Gravelines; con quest'ultima squadra ha disputato 10 partite in Pro A.
Nel suo palmarès figura la medaglia d'oro ai FIBA EuroBasket Under-20 2010.